# 四推御史
四推御史是唐朝御史台体制之一。
御史台推按诸事，分京城各部、司官署与地方诸州为东、西两部，以侍御史二人分管东、西部推按事务，并以殿中侍御史二人会同分管东、西部推按事务，称为四推御史。逢单日，在台院（侍御史办公地）办公；逢双日，在察院（殿中侍御史办公地）办公。元和八年（813年）废止东西分部以及分日分院办公制度，保留四推御史的称呼，由这四名御史轮流处理推按事务。其后相沿不改，五代仍之。